# Horní Chotovický rybník
Horní Chotovický rybník je rybník o rozloze vodní plochy 0,63 ha nalézající se na Chotovickém potoce asi 0,5 ikm severozápadně od centra obce Chotovice v okrese Česká Lípa. Rybník tvoří spolu s Dolním Chotovickým rybníkem rybniční soustavu. Podél rybníka vede cyklotrasa č. 3053 vedoucí z České Lípy do Nového Boru.
Rybník je nyní využíván pro chov ryb a v létě i ke koupání.

## Galerie

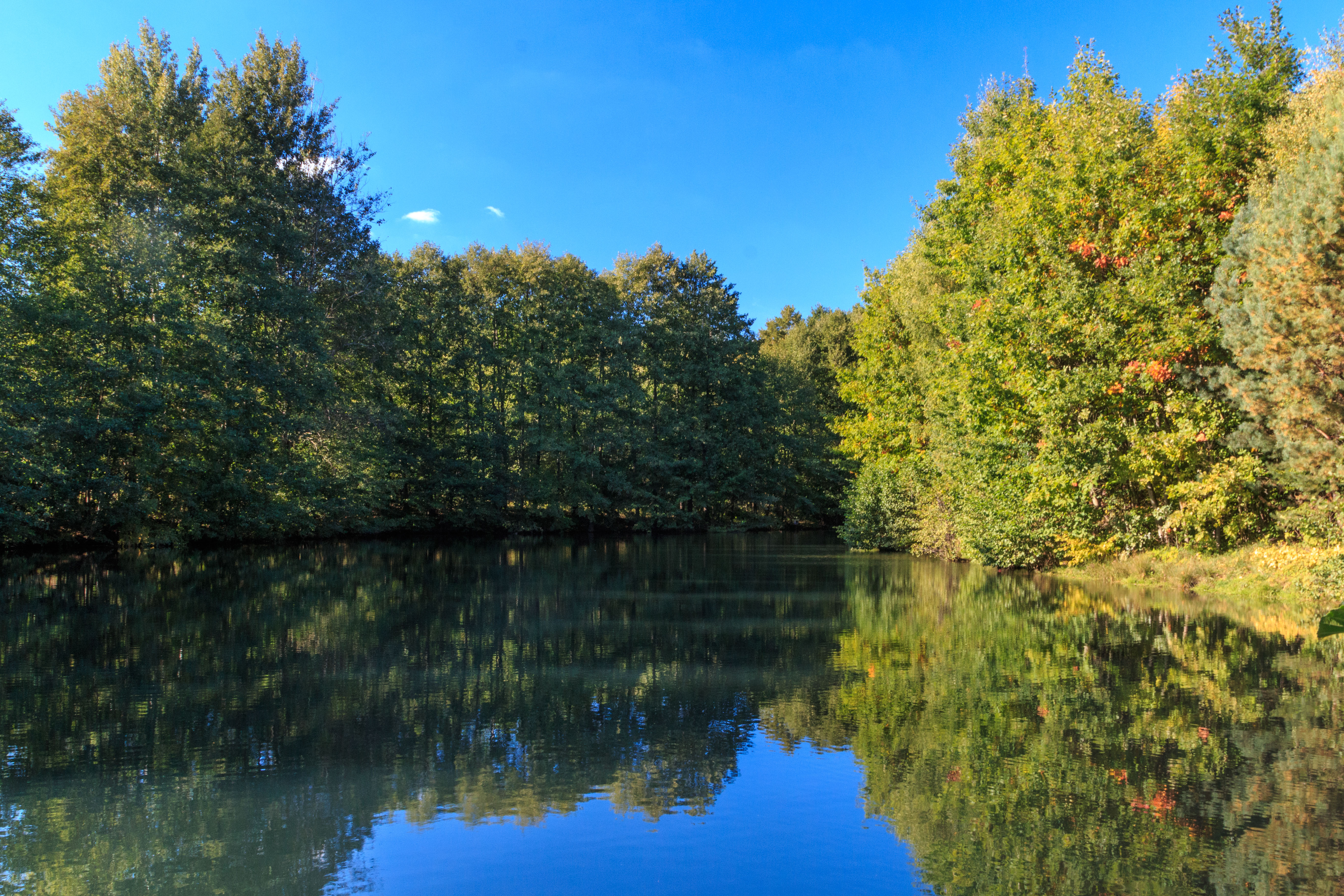
pohled na Horní Chotovický rybník
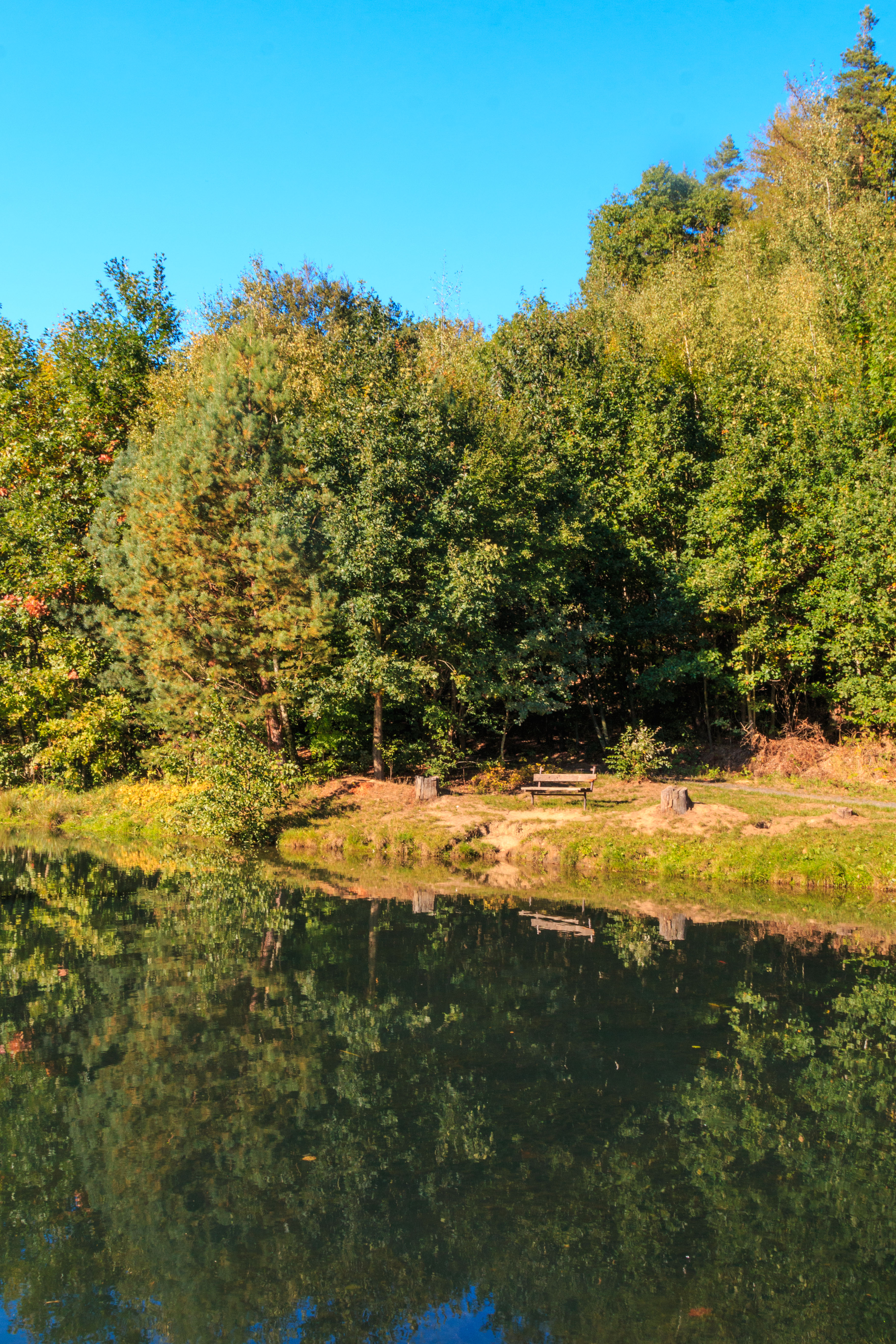
pohled na Horní Chotovický rybník
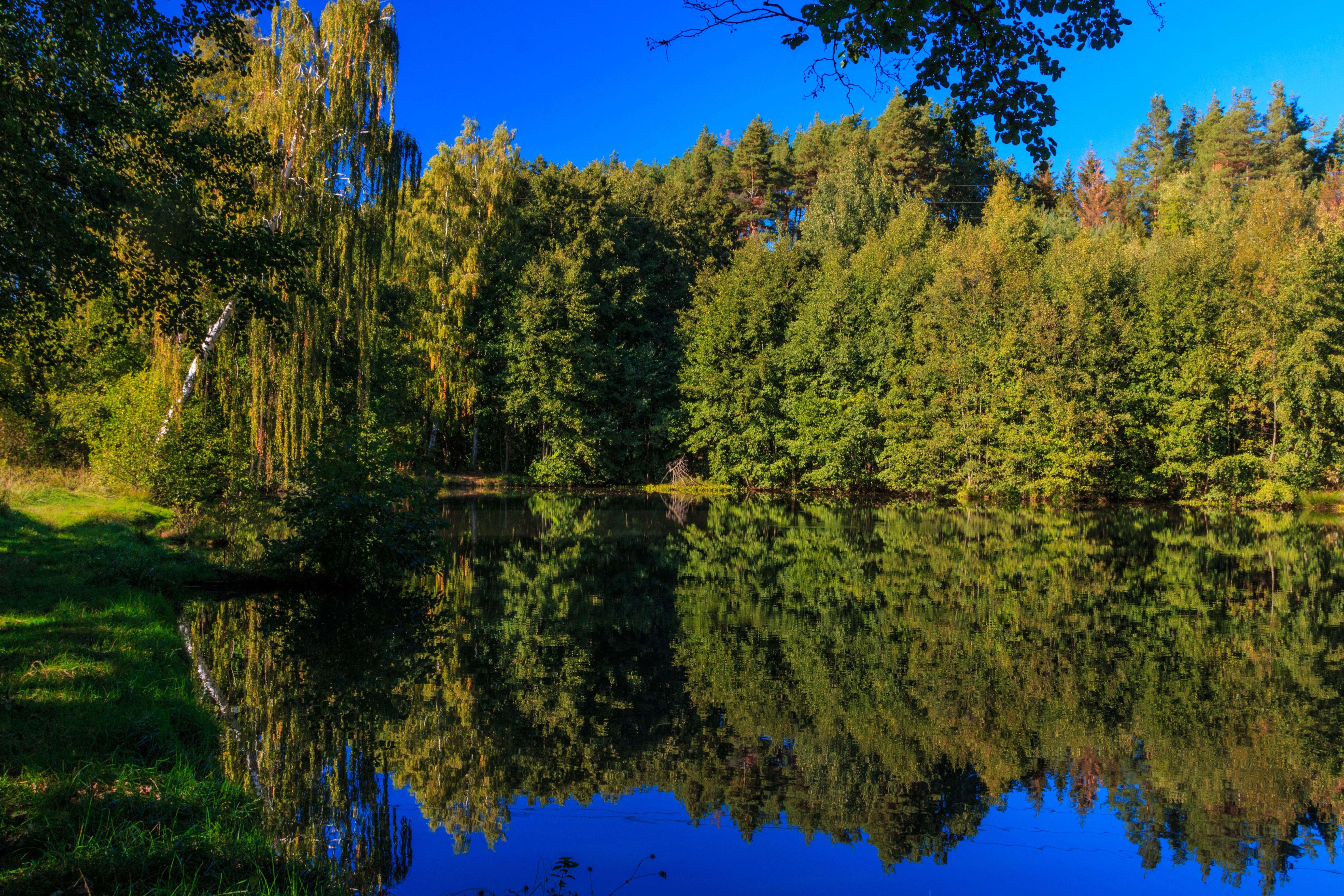
pohled na Horní Chotovický rybník
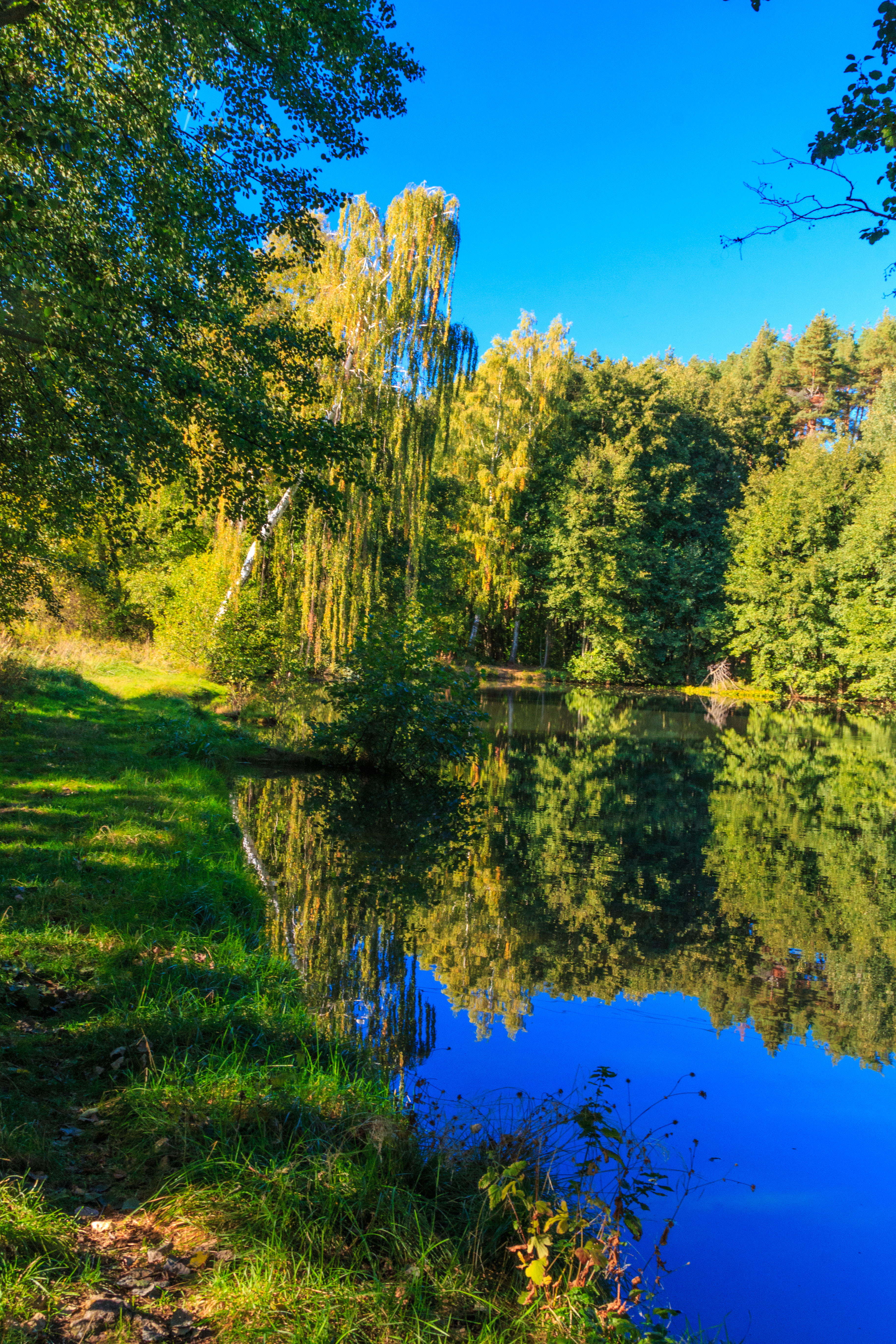
pohled na Horní Chotovický rybník